# アギラ2世
アギラ2世（Achila II, Agila, Aquila, Akhila, ? - 714年頃）は、西ゴート王（在位：710/711年 - 714年）。ウマイヤ朝の侵略により、支配下にあったのはイベリア半島の北東のみであった。

## 治世
アギラ2世の治世は、貨幣と治世のリストからのみ知られており、信頼性の高い記録は存在していない。アギラ2世の金貨はジローナ、サラゴサ、タラゴナ、およびナルボンヌで発行されている。すべての資料がアギラ2世の在位期間にロデリックの治世を確認しているので、ウィティザの死後生じた可能性がありロデリックと対立していた王であったことはほぼ確かである。ロデリックとアギラ2世の貨幣が発見された地域は重複しない。クーデター後、王国の南西（ルシタニアと、首都トレド周辺のカルタギネンシス西部）はロデリックの領土となり、北東（ヒスパニア・タラコネンシスとガリア・ナルボネンシス）は、アギラの支配下にあったことがわかっている。現存するロデリックの12枚の硬貨は全てトレドで鋳造されている。ロデリックとアギラの間に軍事的対立はなかったとみられている。
アギラ2世の短い治世の間、アラブの襲撃はロデリックを悩ませた。ロデリックはそれらに対処しようとしたが殺された。アギラ2世の支持者の一部はロデリックを見捨てた可能性がある。
オッパスという聖職者（アギラ2世の父ウィティザの兄弟）がロデリックとアギラ2世の両方と対立してトレドで王を宣言した可能性がある。いずれにせよ、ロデリックの死から数年のうちにヒスパニア全土がアラブの支配下に入ったとみられる。713年にはアラブとベルベル人の同盟軍がエブロ川流域の征服を開始し、サラゴサを手に入れた。こうした状況の中で、アギラ2世の治世は終わり、714年頃にアラブとの戦いにおいて戦死したとみられている。
アルドが王位を引き継いだとされるが、ピレネー北部のナルボンヌ地方のみを支配したとみられ、アラブの侵略のさなかの721年頃に死去したとみられる。

## 文献
- Bachrach, Bernard S. "A Reassessment of Visigothic Jewish Policy, 589–711." The American Historical Review, Vol. 78, No. 1. (Feb., 1973), pp. 11–34.
- Collins, Roger. The Arab Conquest of Spain, 710–97. Oxford University Press, 1989.
- Collins, Roger. Visigothic Spain, 409–711. Blackwell Publishing, 2004.
- Hodgkin, Thomas. "Visigothic Spain." The English Historical Review, Vol. 2, No. 6. (Apr., 1887), pp. 209–234.
- Shaw, Dykes. "The Fall of the Visigothic Power in Spain." The English Historical Review, Vol. 21, No. 82. (Apr., 1906), pp. 209–228.
- Thompson, E. A. The Goths in Spain. Oxford: Clarendon Press, 1969.